# BC Sparta Praha
El Basket Club Sparta Praha, conocido en español como Sparta Praga, es un club de baloncesto checo de la ciudad de Praga, crearse como una filial del Athletic Club Sparta Praga. Fue fundado en 1939. Disputa sus partidos en el Hala Sparta, con capacidad para 2.700 espectadores.

## Historia

### Nombres
- 1939 - 1949: AC Sparta Praga
- 1950 - 1964: Spartak Sokolovo Praga
- 1965 - 1990: Sparta CKD Praga
- 1991 - 2006: BC Sparta Praga
- 2007 -      : BA Sparta Praga

### Entrenadores destacados
- 1948–1950: Miloslav Kříž[1]
- 1952–1956, 1958–1964: Josef Ezr
- 1965–1970, 1996–1997: Vladimír Heger
- 1971–1979: Jiří Baumruk
- 1979–1985: Vladimír Mandel
- 1985–1990: Lubor Blažek
- 1990–1992: Jiří Růžička
- 1992–1993: Jiří Zídek
- 1994–1996, 1997–2003: Michal Ježdík
- 2003–2006: Jaromír Geršl

## Palmarés
Liga de Checoslovaquia (1939-1992)
- Campeón (2): 1940, 1960
- Subcampeón (10): 1948/49, 1949/50, 1950/51, 1951, 1956, 1959, 1961, 1989, 1990, 1991
- Tercero (9): 1942, 1957, 1962, 1964, 1966, 1967, 1968, 1969, 1976

Liga de la República Checa (1993- )
- Subcampeón (1): 1993
- Tercero (1): 1994

Copa de la República Checa
- Subcampeón (1): 1995

## Jugadores destacados
- Josef Ezr (31 de octubre de 1923 – 2 de noviembre de 2013),[2] Sparta Praga jugador (1948–1959), entrenador (1952-1964), presidente (1952-1990)
- Jiří Baumruk (27 de junio de 1930 - 23 de noviembre de 1989)[3]·,[4] Sparta Praga jugador (1949–1964), entrenador (1971-1979)
- Bohumil Tomášek (*21 de junio de 1936)[5]·,[6] Sparta Praga jugador (1949–1964)
- Zdeněk Douša (*5 de marzo de 1947)[7]·,[8] Sparta Praga jugador (1966–1987)
- Vladimír Vyoral (*5 de diciembre de 1961)[9] Sparta Praga jugador (1980-1991, 1996–2002), entrenador (2004)
- Michal Ježdík (*4 de agosto de 1963)[10] Sparta Praga jugador (1981-1998), entrenador (1994-2003)
- Jiří Zídek Jr. (*2 de agosto de 1973)[11]  Sparta Praga jugador (1990-1991), NBA (1995-1998)[12]
- Ondřej Starosta (*28 de mayo de 1979) Sparta Praga jugador (1998-2000)
- Pavel Miloš (*26 de julio de 1979)[13] Sparta Praga jugador (1996–2005), NBA Draft 2001 candidat[14]
- Jiří Welsch (* 7 de enero de 1980)[15]·,[16] Sparta Praga jugador (1998–2000), NBA (2002-2006)[17]